# ダリアス・ベイズリー
- ダリウス・ベイズリー

ダリアス・デナイル・ベイズリー（Darius Denayr Bazley、2000年6月12日 - ）は、アメリカ合衆国・マサチューセッツ州ブロックトン出身のプロバスケットボール選手。CBAの広東サザンタイガースに所属している。ポジションはパワーフォワード。

## 来歴

### NBA以前
高校時代はマクドナルド・オール・アメリカンに選出されるなど注目を集め、卒業後はシラキュース大学への進学を予定していたが、2018年3月30日にこれを撤回し、NBAGリーグでプレーすることを発表。代理人のリッチ・ポールと契約した。この決断は前例のないものであり、シラキュース大学のヘッドコーチであるジム・ベイハイムは「彼がうまくいくことを願っているが、この方法ではNBAに行けないことが証明されると思う」と否定的なコメントを残している。しかし8月27日にGリーグでのプレーも撤回し、10月25日にニューバランスと100万ドルで契約。3ヶ月間インターンシップ生としてニューバランスで働きながら、社内の施設で独自にトレーニングを積みNBAドラフトに備えることを発表した。その後3ヶ月間のトレーニングを終え、2019年のNBAドラフトにエントリーした。

### オクラホマシティ・サンダー
2019年のNBAドラフトで1巡目全体23位でユタ・ジャズから指名され、その後2度のトレードを経て交渉権がオクラホマシティ・サンダーへ移動。7月7日にサンダーと契約した。

### フェニックス・サンズ
2023年2月9日にダリオ・サリッチ、ドラフト2巡目指名権と引き換えに、トレードでフェニックス・サンズに移籍した。
7月16日にブルックリン・ネッツとの契約に合意したが、10月19日に解雇された。

### フィラデルフィア・76ers
12月8日にNBAGリーグのデラウェア・ブルーコーツに参加し、2024年2月20日にフィラデルフィア・76ersと10日間契約を結んだ。3月1日にデラウェア・ブルーコーツに復帰した。

### ユタ・ジャズ
3月12日にユタ・ジャズとの契約に合意した。

## 個人成績

### NBA

#### レギュラーシーズン
| シーズン | チーム | GP  | GS  | MPG  | FG%  | 3P%  | FT%  | RPG | APG | SPG | BPG | PPG  |
| -------- | ------ | --- | --- | ---- | ---- | ---- | ---- | --- | --- | --- | --- | ---- |
| 2019–20  | OKC    | 61  | 9   | 18.5 | .394 | .348 | .694 | 4.0 | .7  | .4  | .7  | 5.6  |
| 2020–21  | OKC    | 55  | 55  | 31.2 | .396 | .290 | .702 | 7.2 | 1.8 | .5  | .5  | 13.7 |
| 2021–22  | OKC    | 69  | 53  | 27.9 | .422 | .297 | .688 | 6.3 | 1.4 | .8  | 1.0 | 10.8 |
| 2022–23  | OKC    | 36  | 1   | 15.4 | .449 | .400 | .554 | 3.4 | .9  | .5  | .8  | 5.4  |
| 2022–23  | PHX    | 7   | 0   | 8.7  | .480 | .250 | .400 | 2.3 | .9  | .4  | .7  | 4.0  |
| 2023–24  | PHI    | 3   | 0   | 3.3  | .000 | ---  | ---  | .3  | .7  | .0  | .0  | .0   |
| 2023–24  | UTA    | 6   | 0   | 23.7 | .621 | .250 | .833 | 4.5 | .8  | 1.0 | 1.2 | 8.0  |
| 通算     | 通算   | 237 | 118 | 23.4 | .414 | .309 | .677 | 5.2 | 1.2 | .6  | .7  | 8.9  |

#### プレーオフ
| シーズン | チーム | GP | GS | MPG  | FG%  | 3P%  | FT%  | RPG | APG | SPG | BPG | PPG |
| -------- | ------ | -- | -- | ---- | ---- | ---- | ---- | --- | --- | --- | --- | --- |
| 2020     | OKC    | 7  | 0  | 18.0 | .419 | .500 | .900 | 6.7 | .9  | .0  | .4  | 6.6 |
| 通算     | 通算   | 7  | 0  | 18.0 | .419 | .500 | .900 | 6.7 | .9  | .0  | .4  | 6.6 |